# Varga Roland (labdarúgó)
Varga Roland (Budapest, 1990. január 23. –) magyar válogatott labdarúgó, csatár, a Videoton játékosa.
Tagja volt az egyiptomi 2009-es U20-as labdarúgó-világbajnokság U20-as magyar labdarúgó-válogatott keretének, amely bronzérmes lett.
A játékosról Bresciában kiderült, hogy rendkívül erős a lövése (túllépte a 115 km/h-t).

## Pályafutása

### Klubcsapatokban
A labdarúgás alapjait az utánpótlás-neveléssel foglalkozó Goldball FC-nél sajátította el. Ezután a Sándor Károly Akadémián nevelkedett.

#### MTK
A játékos 2004-ben tornát nyert Olaszországban az MTK színeiben U14-es korosztályban. Hamarosan felfigyeltek rá külföldről is. 2008. februárjában leigazolta a másodosztályú olasz Brescia Calcio.

#### Brescia
Átigazolását Varga gólokkal hálálta meg a másodosztályú csapat tartalékbajnokságában. Legelőször mégis különleges erejű lövésével hívta fel magára a figyelmet Bresciában. Hivatalosan lemért lövése meghaladta a 115 km/h-s sebességet. 2009-ben bemutatkozott a Brescia felnőtt csapatában is. A Cittadella ellen kezdőként kapott helyet, 80 percet játszott. Ezenkívül csereként a Crotone ellen is pályára lépett. Ezután igazolt először Magyarországra.

#### Újpest
A Győri ETO ellen mutatkozott be az élvonalban, Tóth Norbert helyére állt be csereként. 2010. március 14-én megszerezte első NB1-es gólját. A Diósgyőri VTK ellen, ugyancsak csereként állította be a végeredményt a 80.percben. Lassacskán alapemberré vált, a kezdőcsapat állandó tagja lett. Kölcsönszerződése lejárt, és távozott a végül negyedik helyen záró együttestől.

#### US Foggia
A Brescia 2010 júliusában jelentette be, hogy egy szezonra kölcsönadja Vargát az olasz harmadosztályú Foggiának. Zdenek Zeman csapatában remekül kezdett, az első fordulóban rögtön a kezdőcsapat tagja lett, és gólt is szerzett a Cavese 1919 ellen. Ezek után romlott a teljesítménye, hónapokig nem szerzett gólt, és ki is került a kezdőcsapatból. Utolsó gólját a Cosenza Calcio elleni, 2-1-re elvesztett mérkőzésen szerezte, 2010 decemberében. A szezon második felében jobbára csereként játszott.
A szezon végén távozott a csapattól a csatársor két fontos tagja, Lorenzo Insigne és Marco Sau, tehát a vezetőség fontosnak tartotta hogy Vargát megtartsák. Végleg meg szerették volna vásárolni, miközben egy másik olasz harmadosztályú klub, a Como FC is élénken érdeklődött.

#### Győri ETO
Hosszabb kihagyás után Varga 2012 januárjában Győrbe szerződött, Csertői Aurél menesztésével egy időben. A vezetőedző Pintér Attila lett, aki fontos szerepet szánt a fiatal magyar csatárnak. Bekerült a kezdőcsapatba, második meccsén pedig már gólt is szerzett a Kaposvári Rákóczi FC elleni győztes meccs alkalmával. Ismerkedett a csapattal, viszont két további gólt szerzett, a Debreceni VSC elleni vereség, és a Lombard Pápa FC elleni győzelem során. A győri együttes végül bronzérmet szerzett.
A következő szezontól indult be igazán. A gólgyártást újra a Kaposvári Rákóczi ellen kezdte meg, csak most a harmadik fordulóban. A 82.percig 0-1-es hátrányban játszottak, Varga gólját követően viszont Mihai Dina is betalált, a meccset az utolsó 10 percben sikerült megfordítani. A következő fordulóban a BFC Siófok ellen újra betalált, azt a meccset nehézkesen, 3-2-re hozta a Győr, a Balaton-parti csapat otthonában. Újabb hét elteltével, a Kecskeméti TE elleni 5-1-es kiütés alkalmával ismét gólt szerzett. Első mesterhármasát 2012.szeptember 28-án ünnepelte, a Lombard Pápa elleni 6-0-s meccsen vette be Szűcs Lajos kapuját háromszor is. Egykori csapata, az Újpest FC ellen fontos gólt szerzett, 0-2-es lila-fehér vezetésnél. A Győr képes volt az utolsó fél órában megfordítani a meccset úgy, hogy emberhátrányban játszottak, Lipták Zoltán kiállításával fogyatkozott meg a zöld-fehér csapat, Varga gólja előtt mindössze 4 perccel. A Ferencvárosi TC ellen már a meccs 7. percében sikerült vezetést szereznie, végül 1-1 lett. Az MTK és a Debreceni VSC veréséből is góllal vette ki a részét. Bekerült az ősz válogatottjába. Egervári Sándor is elismerően beszélt róla, illetve megerősítette hogy egyre közelebb van a válogatotthoz a fiatal győri. A Győr a Magyar labdarúgókupa meccseit is jól teljesítette, a Videotont és a Honvédot is búcsúztatták. A bajnoki szezon második felében csupán a Kecskeméti TE és a Diósgyőri VTK ellen talált be. 12 góllal fejezte be a 2012/2013-as szezont, a góllövőlistán ötödik lett, csapatán belül viszont az első. A Győri ETO FC pedig megszerezte történelme negyedik bajnoki címét.
A következő szezon a Magyar labdarúgó-szuperkupa küzdelmével kezdődött. A Győr a Debreceni VSCt fogadta a Puskás Ferenc Stadionban. Varga nem lőtt gólt, de a csapat nyert 3-0-ra, így a szuperkupa is Győrbe került. Ezt követte a Bajnokok-ligája selejtező az izraeli bajnok MK Makkabi Tel-Aviv ellen. Az első, hazai meccsen 0-2-re, idegenben pedig 2-1-re kaptak ki, így 1-4-es összesítéssel korán búcsúztak Európától. Varga mindkét meccset végigjátszotta.
A 2013/2014-es szezon kevésbé lett gólokban gazdag. A Ferencvárosi TC ellen talált be először, végül 1-2-re kikaptak. A Debreceni VSC elleni 3-0-s sikerből is góllal vette ki a részét, Lázok János helyére állt be a 77.percben. Betegség miatt kellett kihagynia meccseket, legközelebb 2014 márciusában lőtt ismét gólt, mégpedig a Ferencvárosi TC kapujába, újfent. A találkozó 1-1-re végződött, Varga kicsivel a lefújás előtt lőtte az egyenlítő gólt a sok kiállítással tarkított meccsen. Áprilisban utolsó perces góljával 2-1-es győzelmet értek el a Kecskeméti TE ellen. A Győr végül második helyen végzett, pontazonossággal a Debreceni VSC csapatával, de a gólarány a hajdúságiaknak kedvezett. Az Európa-ligában egy párharcot játszott a csapat a svéd IFK Göteborg ellen. Az első meccsen 0-3-as vereséget szenvedett a csapat, Varga a félidőben állt be csereként, a második meccsen viszont 1-0-ra győzni tudott a Győr. 1-3-as összesítéssel viszont búcsúztak.

#### Ferencváros
2015 januárjától 2020 decemberéig volt az egyesület játékosa, 225 tétmérkőzésen 75 gólt szerzett. Tagja volt a 2019–2020-as idényben Európa-liga csoportkörébe jutó együttesnek, háromszor volt bajnok és ugyancsak háromszor nyert Magyar Kupát.
2019. október 24-én a labdarúgó Európa-liga H-csoportjának 3. fordulójában a Ferencváros a CSZKA Moszkva otthonában nyert 1–0-ra. Varga szerezte – két perccel a  pályára küldése után – a győzelmet jelentő találatot.

#### Újra az MTK-ban
2021 januárjában nevelőegyütteséhez, az MTK-hoz igazolt. A tavaszi szezonban 17 bajnoki mérkőzésen 9 gólt szerzett, a szerződése június 30-án lejárt, külföldre igazolt.

#### Al-Ittihad Kalba SC
2021 júliusában két évre szóló megállapodást kötött az arab emírségekbeli együttessel. Augusztus 20-án, a 2021–2022-es bajnokság 1. fordulójában mutatkozott be új csapatában az al-Szardzsa ellen idegenben 1–0-ra elvesztett mérkőzésen.
2022 januárjában közös megegyezéssel szerződést bontottak. Tizenkét mérkőzésen (9 bajnoki és 3 kupameccsen) egy gólpasszig jutott.

#### Nieciecza
2022. március 10-én június 30-ig szóló szerződést írt alá a lengyel Termalica Nieciecza csapatával.

#### Sepsiszentgyörgy
2022. szeptemberében a  román élvonalban szereplő csapat játékos lett, egyéves szerződést írt alá hosszabbítási opcióval. A 2022-2023-as idény végén Román Kupát nyert a csapattal. A következő szezon elején remek formában játszott a Sepsi nemzetközi kupamérkőzésein, az Európa-konferencialiga selejtezői során a bolgár CSZKA Szofija elleni párharc mindkét mérkőzésén, és a kazah Aktöbe ellen is eredményes volt.

#### Paksi FC
2024. szeptember 3-án a Pakshoz írt alá szabadon igazolható játékosként.

### A válogatottban
Varga tagja volt az egyiptomi 2009-es U20-as labdarúgó-világbajnokság U20-as magyar labdarúgó-válogatott keretének, amely bronzérmes lett, ő lőtte be a győztes büntetőt a bronzmeccsen.
A felnőtt válogatottba Egervári Sándortól kapott először meghívót, a Csehország elleni döntetlen során, viszont nem állt be. A Dánia elleni, 2-2-es döntetlen során debütált a válogatottban, 2014 májusában a Nagyerdei stadionban. A félidőben állt be, a 69.percben rögtön gólt is szerzett. A szövetségi kapitány egykori edzője, Pintér Attila volt. Ez évben még két barátságos meccset játszott, Albánia és Kazahsztán ellen. Utóbbi meccsen szintén lőtt gólt, ezenkívül gólpasszt is adott, így a meccs emberének is megválasztották.
Dárdai Pál kapitánysága alatt mindössze egy meccsen játszott, a Litvánia elleni 4-0-s győzelem ellen a félidőben állt be. Miután, 2017 nyarán eldőlt, hogy nem juthatunk ki a világbajnokságra, a hátralévő selejtezőkön sok lehetőséget kapott Bernd Storck kapitánytól. A Groupama Aréna-ban, Lettország ellen kezdett, 3-1-re nyert a magyar válogatott. Csereként játszott a pár nappal későbbi, Portugália elleni meccsen is. A Svájc elleni megsemmisítő, 5-2-es vereséget szenvedő csapat kezdőjátékosa volt.
Georges Leekens komoly figyelmet szentelt Vargának. A Skócia elleni márciusi meccsen kezdő volt, a csapat 0-1-re kikapott. Fehéroroszország ellen, júniusban viszont kezdőként gólt lőtt, a válogatott ennek ellenére csalódást keltő, 1-1-es eredményt hozott egy gyenge meccsen. A világbajnokságon részt vevő Ausztrália elleni, hazai találkozón szintén kezdett, a csapat egy öngólt követően 2-1-re kikapott.
2021. június 1-jén Marco Rossi szövetségi kapitány nevezte őt a magyar válogatott Európa-bajnokságra készülő 26 fős keretébe. A kontinenstornán egy mérkőzésen kapott szerepet, a portugálok elleni csoportmérkőzésen a 88. percben állt be csereként.

## Sikerei, díjai

### A válogatottal
- U20-as labdarúgó-világbajnoki bronzérmes: 2009

### Klubcsapatokkal
Győri ETO
- Magyar bajnok (1): 2013
- Magyar bajnoki ezüstérmes (1): 2014
- Magyar kupa-döntős (1): 2013
- Magyar szuperkupa-győztes (1): 2013

 Ferencvárosi TC
- Magyar bajnok (4): 2016, 2019,[24] 2020,[25] 2021[26]
- Magyar bajnoki ezüstérmes (2): 2015, 2018
- Magyar kupagyőztes (3): 2015, 2016, 2017
- Magyar szuperkupa-győztes (1): 2015
- Magyar ligakupa-győztes (1): 2015

 Sepsi OSK
- Román Kupa-győztes (1(: 2023

 Paksi FC
- Magyar kupagyőztes (1): 2025[27]
- Magyar bajnoki bronzérmes (1): 2024–25

## Statisztika

### Válogatottban
| Magyarország | Magyarország | Magyarország |
| Év           | Mérk.        | Gólok        |
| ------------ | ------------ | ------------ |
| 2014         | 3            | 2            |
| 2015         | 1            | 0            |
| 2016         | –            | –            |
| 2017         | 3            | 0            |
| 2018         | 6            | 1            |
| 2019         | 6            | 0            |
| 2020         | –            | –            |
| 2021         | 5            | 0            |
| Összesen     | 24           | 3            |

### Mérkőzései a válogatottban
| Magyarország | Magyarország         | Magyarország                          | Magyarország     | Magyarország | Magyarország | Magyarország    | Magyarország | Magyarország    |
| #            | Dátum                | Helyszín                              | Hazai            | Eredmény     | Vendég       | Kiírás          | Gólok        | Esemény         |
| ------------ | -------------------- | ------------------------------------- | ---------------- | ------------ | ------------ | --------------- | ------------ | --------------- |
| 1.           | 2014. május 22.      | Debrecen, Nagyerdei stadion           | Magyarország     | 2 – 2        | Dánia        | barátságos      | 1            | a szünetben 69' |
| 2.           | 2014. június 4.      | Budapest, Puskás Ferenc Stadion       | Magyarország     | 1 – 0        | Albánia      | barátságos      | -            | 63'             |
| 3.           | 2014. június 7.      | Budapest, Puskás Ferenc Stadion       | Magyarország     | 3 – 0        | Kazahsztán   | barátságos      | 1            | 63' 87'         |
| 4.           | 2015. június 5.      | Debrecen, Nagyerdei stadion           | Magyarország     | 4 – 0        | Litvánia     | barátságos      | -            | a szünetben     |
| 5.           | 2017. augusztus 31.  | Budapest, Groupama Aréna              | Magyarország     | 3 – 1        | Lettország   | vb-selejtező    | -            | 86'             |
| 6.           | 2017. szeptember 3.  | Budapest, Groupama Aréna              | Magyarország     | 0 – 1        | Portugália   | vb-selejtező    | -            | 78'             |
| 7.           | 2017. október 7.     | Bázel, St. Jakob-Park                 | Svájc            | 5 – 2        | Magyarország | vb-selejtező    | -            | 69'             |
| 8.           | 2018. március 27.    | Budapest, Groupama Aréna              | Magyarország     | 0 – 1        | Skócia       | barátságos      | -            | 83'             |
| 9.           | 2018. június 6.      | Breszt, Regionaler Sportkomplex Brest | Fehéroroszország | 1 – 1        | Magyarország | barátságos      | 1            | 25'             |
| 10.          | 2018. június 9.      | Budapest, Groupama Aréna              | Magyarország     | 1 – 2        | Ausztrália   | barátságos      | -            |                 |
| 11.          | 2018. szeptember 8.  | Tampere, Tampere Stadion              | Finnország       | 1 – 0        | Magyarország | Nemzetek Ligája | -            | 54'             |
| 12.          | 2018. szeptember 11. | Budapest, Groupama Aréna              | Magyarország     | 2 – 1        | Görögország  | Nemzetek Ligája | -            | 62'             |
| 13.          | 2018. október 12.    | Athén, Olimpiai Stadion               | Görögország      | 1 – 0        | Magyarország | Nemzetek Ligája | -            | 68'             |
| 14.          | 2019. március 24.    | Budapest, Groupama Aréna              | Magyarország     | 2 – 1        | Horvátország | Eb-selejtező    | -            | 40'             |
| 15.          | 2019. június 11.     | Budapest, Groupama Aréna              | Magyarország     | 1 – 0        | Wales        | Eb-selejtező    | -            | 59'             |
| 16.          | 2019. szeptember 5.  | Podgorica, Podgoricai Stadion         | Montenegró       | 2 – 1        | Magyarország | barátságos      | -            | 64'             |
| 17.          | 2019. október 10.    | Split, Poljud Stadion                 | Horvátország     | 3 – 0        | Magyarország | Eb-selejtező    | -            | 76'             |
| 18.          | 2019. november 15.   | Budapest, Puskás Aréna                | Magyarország     | 1 – 2        | Uruguay      | barátságos      | -            |                 |
| 19.          | 2019. november 19.   | Cardiff, Cardiff City Stadion         | Wales            | 2 – 0        | Magyarország | Eb-selejtező    | -            | 72'             |
| 20.          | 2021. március 28.    | Serravalle, Stadio Olimpico           | San Marino       | 0 – 3        | Magyarország | vb-selejtező    | -            | 72'             |
| 21.          | 2021. március 31.    | Andorra la Vella, Estadi Nacional     | Andorra          | 1 – 4        | Magyarország | vb-selejtező    | -            | 61'             |
| 22.          | 2021. június 8.      | Budapest, Szusza Ferenc Stadion       | Magyarország     | 0 – 0        | Írország     | barátságos      | -            | a szünetben     |
| 23.          | 2021. június 15.     | Budapest, Puskás Aréna                | Magyarország     | 0 – 3        | Portugália   | Eb-csoportkör   | -            | 88'             |
| 24.          | 2021. szeptember 5.  | Elbasan, Elbasan Aréna                | Albánia          | 1 – 0        | Magyarország | vb-selejtező    | -            | 89'             |
|              | Összesen             |                                       |                  | 24           | mérkőzés     |                 | 3            | gól             |